# Сільське господарство Бутану
Сільське господарство Бутану — галузь бутанської економіки.
Пріоритетами в сільському господарстві Бутану є збільшення продуктивності на одиницю сільськогосподарської праці та сільськогосподарських угідь, а також самоокупність основних сільськогосподарських культур. Ведення сільського господарства в Бутані утруднено через проблеми зі зрошенням, пересіченій місцевості, низької якості ґрунтів і обмеженої кількості орних земель. Для підвищення продуктивності покращують якість насіння зернових, олійних та овочевих культур, застосовують добрива, механізують роботи та проводять підготовку фахівців у сільському господарстві.
У сільськогосподарському секторі впроваджують різні проєкти:
- Проєкт розвитку долини Паро
- Проєкт розвитку Гелепху
- Проєкт розвитку долини Пунакха — Вангді
- Проєкт розвитку району Трашіганг — Монгар
- Проєкт розвитку іригації гірського району Ціранг[1].

Виробництво таких культур, як яблука, апельсини і кардамон, збільшилося і стало прибутковим. У деяких районах підсічно-вогневе землеробство змінюється садівництвом. Вчені вважають, що це призведе до збільшення вирощування товарних культур. Важливу роль в продовольчому постачанні країни грає виробництво рису в Бутані.

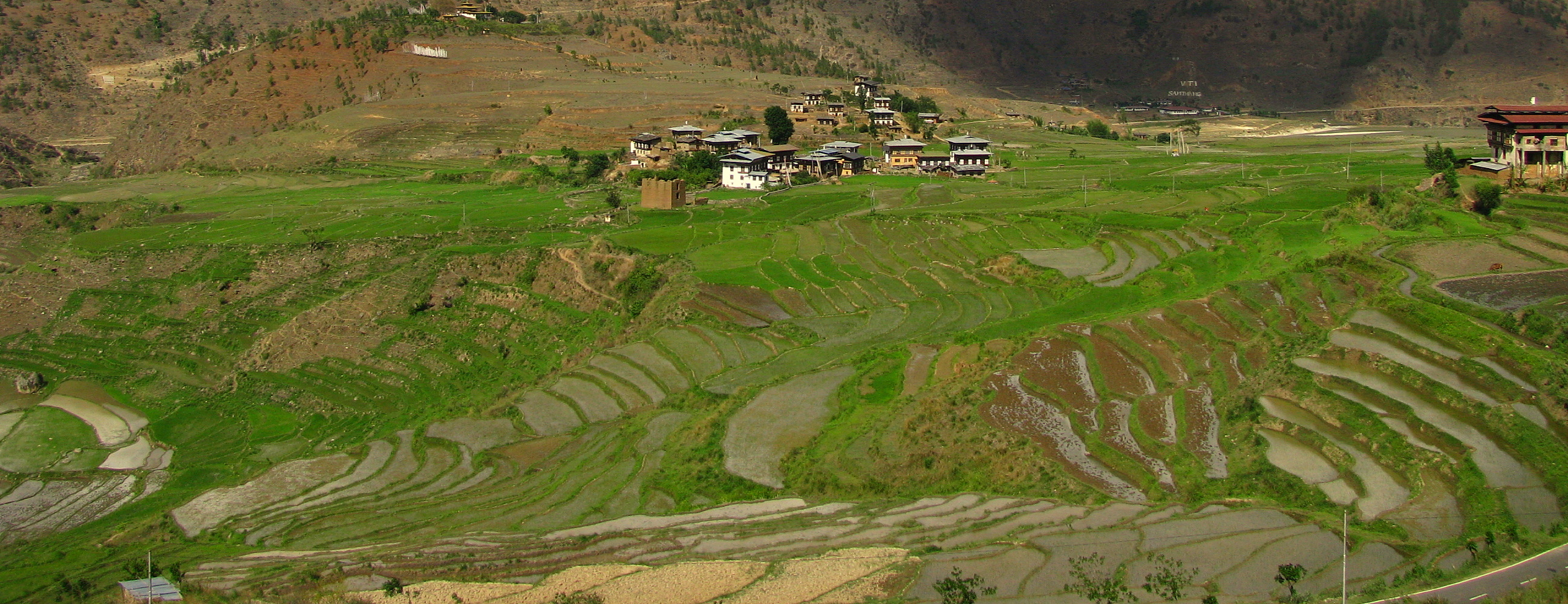
Терасове рільництво в Бутані